# Bo Novén
Nils Magnus Bo Novén, född 3 januari 1918 i Stockholm, död 20 december 2010 i Lidingö, var en svensk arkitekt.
Novén, som var son till disponent Malte Novén och Malin Andersson, avlade studentexamen i Stockholm 1939 och utexaminerades från Kungliga Tekniska högskolan 1951. Efter anställningar på olika arkitektkontor var han arkitekt vid Svenska Riksbyggen från 1962.